# Merseváti-övárok
A Merseváti-övárok Vas vármegyében ered a Cinca-patakból, mintegy 120 méteres tengerszint feletti magasságban. A patak forrásától kezdve déli irányban halad, majd eléri a Kodó-patakot.
A Merseváti-övárok vízgazdálkodási szempontból a Marcal Vízgyűjtő-tervezési alegység működési területét képezi.
A Merseváti-övárok egyike a Marcal mellett létrehozott mesterséges csatornáknak, melyeket a 20. században hoztak létre. Az övárok a Cinca-patakot és a Kodó-patakot köti össze.

## Part menti település
- Mersevát